# Бузовкин, Александр Андреевич
Александр Андреевич Бузо́вкин ({{{3}}} 1886 — 9 июня 1966) — русский и советский художник.

## Биография
Родился в деревне Протасово Одоевского уезда Тульской губернии, в детстве переехал с родителями в Тулу.
В 1906 году А. А. Бузовкин покинул Тулу и переехал в Москву. В 1907 году поступил в Московское Училище живописи, ваяния и зодчества, которое закончил в 1913 году. Его непосредственными педагогами были А. Е. Абрамов, Н. А. Касаткин и К. А. Коровин.
Сразу после революции Бузовкин начал работать как плакатист в художественной мастерской Отдела Просвещения при Моссовете вместе с Герасимовым , Чекрыгиным. Александр Андреевич входил в разные творческие объединения — «Всехудожник» и «Московское товарищество художников».
В 1918 году переехал в Серпухов, где была прожита большая часть его жизни. Руководил на протяжении сорока лет оформлением улиц и площадей к праздникам, работал в отделе Народного Образования при Горисполкоме, принимал активное участие в создании историко — художественного музея и был его первым директором, создавал изостудии, закладывая тем самым основы художественно — эстетического образования и просвещения молодёжи в Серпухове. В деревне Щеболово, где была его мастерская, организовал колхоз и народный дом — клуб, а при нём драмкружок.

## Творчество
Первые творческие шаги Александра Андреевича связаны с иконописью. В 1902 году он поступил в иконописную мастерскую. Поворотной в его судьбе стала встреча с преподавателем рисования тульской гимназии М. М. Галкиным, с которой началось приобщение к большому искусству.
Творческое наследие мастера разнообразно — пейзажи, портреты, натюрморты, жанровые композиции. В Серпухове в 1954 году было написано самое значительное произведение «Андрей Рублёв», которое хранится в настоящее время в Воронеже, в картинной галерее имени И. Н. Крамского.

## Педагогическая деятельность
Александр Андреевич Бузовкин много сил отдавал педагогической деятельности. В изостудии при мастерской Мособлхудожфонд РСФСР, которой руководил Александр Андреевич, молодежь получала основательную подготовку по рисунку, живописи и композиции.
А. А. Бузовкин был инициатором первых художественных выставок в городе. С открытием музея, который был на протяжении многих лет «родным домом» для людей творческих, выставки проводились в его залах.
С 1987 года имя Бузовкина носит Серпуховская детская художественная школа.